# Giro del Veneto 1960
Il Giro del Veneto 1960, trentatreesima edizione della corsa, si svolse il 4 settembre 1960 su un percorso di 246 km. La vittoria fu appannaggio dell'italiano Diego Ronchini, che completò il percorso in 6h42'46", precedendo i connazionali Armando Pellegrini e Ercole Baldini.
I corridori che tagliarono il traguardo di Padova furono almeno 61.

## Ordine d'arrivo (Top 10)
| Pos. | Corridore          | Squadra              | Tempo    |
| ---- | ------------------ | -------------------- | -------- |
| 1    | Diego Ronchini     | Bianchi              | 6h42'46" |
| 2    | Armando Pellegrini | Emi                  | s.t.     |
| 3    | Ercole Baldini     | Ignis                | s.t.     |
| 4    | Giuseppe Fallarini | Ignis                | s.t.     |
| 5    | Aldo Moser         | Emi                  | s.t.     |
| 6    | Giovanni Verucchi  | Ghigi                | a 7"     |
| 7    | Marino Fontana     | San Pellegrino Sport | a 3'52"  |
| 8    | Vito Favero        | Atala                | a 3'54"  |
| 9    | Giovanni Pettinati | Gazzola              | s.t.     |
| 10   | Guido Carlesi      | Philco               | s.t.     |